# Fuchsia (operační systém)
Fuchsia je operační systém vyvinutý společností Google. První předběžná verze projektu vyšla v srpnu 2016. Tento univerzální systém by měl fungovat na různých platformách, od vestavěných systémů až po smartphony, tablety a osobní počítače. Na rozdíl od předchozích operačních systémů vyvinutých společností Google, jako jsou Chrome OS a Android, které jsou založeny na jádrech Linuxu, je Fuchsia založený na novém mikrokernelu nazvaném „Zircon“. Právě Android a Chrome OS by měly být do budoucna Fuchsia OS nahrazeny.

## Historie
V srpnu 2016 byla zveřejněna zpráva na GitHubu, že Google vyvíjí operační systém jménem Fuchsia. V květnu 2017 byla Fuchsia aktualizována uživatelským rozhraním a stránka developerů Ars Technica zmínila zprávu, že projekt není mrtvá věc. V listopadu 2017 byla zavedena podpora pro programovací jazyk Swift. V lednu 2018 uveřejnil Google návod na spuštění systému na Pixelbooku. V říjnu 2018 se objevily spekulace, že nový Google Home Hub by mohl být postavený na systému Fuchsia. V listopadu 2018 byla Fuchsia OS testována na zařízeních Huawei s procesorem Kirin 970, konkrétně na telefonu Honor Play.

## Vlastnosti
Uživatelské rozhraní a aplikace jsou napsány s pomocí „Flutter“, sady pro vývoj softwaru, umožňující cross-platformové rozvojové schopnosti pro Fuchsia, Android a iOS. Flutter vytváří aplikace založené na technologii Dart a nabízí aplikace s vysokým výkonem, které běží ve 120 snímcích za vteřinu. Flutter rovněž nabízí renderovací engine s názvem „Escher“ s grafickým jádrem Vulkan, se zvláštní podporou pro „Volumetric soft shadows“, což je prvek, který web Ars Technica popsal takto: „vypadá, že je na míru vytvořené pro rozhraní ‚Material Design‘“. Tento systém je také využíván v autonomních vozidlech společnosti Google.
Vzhledem k vývoji softwaru Flutter, který přináší cross-platform podporu, mohou uživatelé na zařízeních s Androidem instalovat některé prvky systému Fuchsia. Web Ars Technica poznamenal, že i když uživatelé mohou testovat Fuchsii, tak zatím „nic nefunguje“ a dodává: „Je to všechno jen spousta zástupných rozhraní, která nic nedělají, i když se najde mnoho podobností mezi rozhraním Fuchsie a Androidem, včetně funkce poslední aplikace, nabídky nastavení a funkce split-screen".
Při druhém pohledu společnosti Ars Technica byl poznamenám posun, že věci nyní fungují a byla vyzdvihnuta hardwarová podpora. Jedním z pozitivních překvapení byla podpora více kurzorů.
Speciální verze prostředí Android Runtime pro Google Fuchsia bude vyvíjena v budoucnu a bude pracovat na systémech ze souboru FAR, který je ekvivalentem pro Android APK.